# حسن‌آباد امام
حسن‌آباد امام، روستایی از توابع بخش مرکزی شهرستان اسدآباد در استان همدان ایران است.

## جمعیت
این روستا در دهستان چهاردولی قرار دارد و براساس سرشماری مرکز آمار ایران در سال ۱۳۹۵، جمعیت آن ۵۴۲ نفر (۱۶۱خانوار) بوده‌است.

## نقاط گردشگری
از نقاط گردشگری این روستا می‌توان به تالاب چم شور، امامزاده پیرملو (پیرحمزه)، تپه حسن‌آباد امام و دامنه کوه آلماقلاغ اشاره کرد.